# Darién (província)
Darién é uma província do Panamá. Possui uma área de 11.865,60 km² e uma população de 40.284 habitantes (censo 2000), perfazendo uma densidade demográfica de 3,40 hab./km². Sua capital é a cidade de La Palma.
A província está dividida em 2 distritos (capitais entre parênteses):
- Chepigana (La Palma)
- Pinogana (El Real de Santa María)